# Diván (poesía)

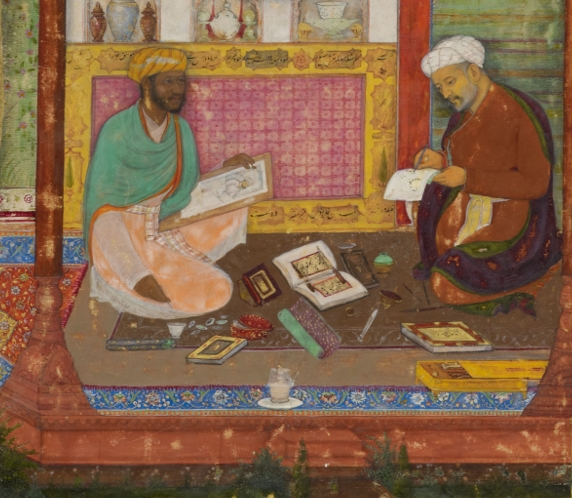
Escribas mogoles recopilando divanes.

Un diván (en persa: دیوان‎, divân, en árabe: ديوان‎, dīwān) es una colección de poemas en la cultura islámica. Estos poemas fueron recopilados en la corte de varios sultanatos y son reconocidos por su valor inspirador.

## Etimología
La palabra deriva del idioma árabe diwan (دیوان), que a su vez proviene del persa, en el que designa una lista o registro. La palabra ha sido también adoptada en armenio, urdu y turco. En persa, turco y otras lenguas, el término pasó a significar una colección de poemas por un mismo autor, como en «obras selectas», o el cuerpo principal de obras de un poeta.